# Willem VII van Aquitanië
Willem VII van Aquitanië (?, 1023 – Saumur, herfst 1058), bijgenaamd de Adelaar, was de oudste zoon van Willem V van Aquitanië en diens derde echtgenote Agnes van Mâcon. Willem kwam aan de macht, dankzij de intriges van zijn moeder, die als regentes zijn twee halfbroers had uitgeschakeld. Hij was hertog van Aquitanië en Gascogne, graaf van Poitiers, Bordeaux en Agen, en lekenabt van Saint Hilaire te Poitiers. Hij bestreed zijn stiefvader Godfried IV van Anjou in Anjou (die na de scheiding van zijn moeder in 1053 weigerde haar bruidsschat terug te geven) en zijn neef Bernard II van Armagnac in Gascogne. Hij overleed tijdens de belegering van Saumur door dysenterie. Hij is begraven in de Sint-Nicolaasproosdij te Poitiers.
Willem was gehuwd met Ermesinde, (vermeende dochter van Adalbert van Lotharingen maar veeleer een dochter van Bernard II van Bigorre). Hij werd de vader van :
- Agnes, in 1054 gehuwd met Ramiro I van Aragón (-1063) en met graaf Peter I van Savoye (1048-1078)
- mogelijk Clementia-Ermengard (-1129), gehuwd met graaf Koenraad I van Luxemburg (-1086) en met graaf Gerard I van Gelre.

## Voorouders
| Voorouders van Willem VII van Aquitanië | Voorouders van Willem VII van Aquitanië                                | Voorouders van Willem VII van Aquitanië                                | Voorouders van Willem VII van Aquitanië                            | Voorouders van Willem VII van Aquitanië                            | Voorouders van Willem VII van Aquitanië                                  | Voorouders van Willem VII van Aquitanië                                  | Voorouders van Willem VII van Aquitanië                                  | Voorouders van Willem VII van Aquitanië                                  |
| --------------------------------------- | ---------------------------------------------------------------------- | ---------------------------------------------------------------------- | ------------------------------------------------------------------ | ------------------------------------------------------------------ | ------------------------------------------------------------------------ | ------------------------------------------------------------------------ | ------------------------------------------------------------------------ | ------------------------------------------------------------------------ |
| Overgrootouders                         | Willem III van Aquitanië (910-963) ∞ Gerloc van Normandië (917-na 969) | Willem III van Aquitanië (910-963) ∞ Gerloc van Normandië (917-na 969) | Theobald I van Blois (905-978) ∞ Liutgard van Vermandois (914-978) | Theobald I van Blois (905-978) ∞ Liutgard van Vermandois (914-978) | Adelbert I van Ivrea (932-971) ∞ Gerberga van Dijon (940-991)            | Adelbert I van Ivrea (932-971) ∞ Gerberga van Dijon (940-991)            | Ragenold van Roucy (905-967) ∞ Alberada van Lotharingen (ca.930-973)     | Ragenold van Roucy (905-967) ∞ Alberada van Lotharingen (ca.930-973)     |
| Grootouders                             | Willem IV van Aquitanië (937-995) ∞ Emma van Blois (950-1003)          | Willem IV van Aquitanië (937-995) ∞ Emma van Blois (950-1003)          | Willem IV van Aquitanië (937-995) ∞ Emma van Blois (950-1003)      | Willem IV van Aquitanië (937-995) ∞ Emma van Blois (950-1003)      | Otto Willem van Bourgondië (962-1026) ∞ Ermentrudis van Roucy (959-1004) | Otto Willem van Bourgondië (962-1026) ∞ Ermentrudis van Roucy (959-1004) | Otto Willem van Bourgondië (962-1026) ∞ Ermentrudis van Roucy (959-1004) | Otto Willem van Bourgondië (962-1026) ∞ Ermentrudis van Roucy (959-1004) |
| Ouders                                  | Willem V van Aquitanië (969-1030) ∞ Agnes van Mâcon (995-1068)         | Willem V van Aquitanië (969-1030) ∞ Agnes van Mâcon (995-1068)         | Willem V van Aquitanië (969-1030) ∞ Agnes van Mâcon (995-1068)     | Willem V van Aquitanië (969-1030) ∞ Agnes van Mâcon (995-1068)     | Willem V van Aquitanië (969-1030) ∞ Agnes van Mâcon (995-1068)           | Willem V van Aquitanië (969-1030) ∞ Agnes van Mâcon (995-1068)           | Willem V van Aquitanië (969-1030) ∞ Agnes van Mâcon (995-1068)           | Willem V van Aquitanië (969-1030) ∞ Agnes van Mâcon (995-1068)           |
| Willem VII van Aquitanië (1023-1058)    |                                                                        |                                                                        |                                                                    |                                                                    |                                                                          |                                                                          |                                                                          |                                                                          |